# Бушуев, Павел Иванович
 Павел Иванович Бушу́ев  (20 января 1890 года, д. Гнездово, Вышневолоцкий уезд Тверской губернии — 9 сентября 1937 года, Ленинград) — советский партийный и государственный деятель, Председатель Совета народных комиссаров Автономной Карельской ССР (1935—1937).

## Биография
Родился в крестьянской семье, карел.
С 1909 года на заработках в Санкт-Петербурге — разнорабочий, извозчик, участник большевистского подполья.
В 1914—1915 годах подвергался арестам и высылке за революционную деятельность.
После Февральской революции — организатор профсоюзного движения строителей в Петрограде.
С 1918 года — заведующий финансовым отделом Тверского городского совета.
С 1920 года в Рабоче-крестьянской Красной армии, участник Советско-польской войны (1919—1921).
С 1921 года в Петербурге — организатор профессиональных союзов.
С 1924 г. — председатель Тверской губернской рабоче-крестьянской инспекции, член ЦКК РКП(б).
С 1926 года — секретарь Вятского губернского комитета ВКП(б).
С 1930 года — секретарь Московского районного комитета ВКП(б) в Ленинграде.
26 января—10 февраля 1934 года делегат XVII съезда ВКП(б).
В ноябре 1935 года командирован в Петрозаводск, назначен Председателем Совета народных комиссаров Автономной Карельской ССР. Избирался членом ЦИК Автономной Карельской ССР.
Член Центральной контрольной комиссии ВКП(б) (1924—1927). Избирался депутатом XI—XVII съездов ВКП(б), XII—XVII конференций ВКП(б). Избирался делегатом XVII Всероссийского и VIII Всесоюзного чрезвычайных съездов Советов.
Арестован 11 августа 1937 года.
Приговорён Военной коллегией Верховного суда СССР на выездной сессии в Ленинграде 9 сентября 1937 года по статье 58-6-7-8-11 УК РСФСР к расстрелу.
Расстрелян в тот же день в Ленинграде. Предположительно захоронен на «Северном кладбище» Ленинграда.
Реабилитирован в 1956 году.